# آسینیک (میشیگان)
آسینیک (به انگلیسی: Ossineke) یک منطقهٔ مسکونی در ایالات متحده آمریکا است که در شهرستان آلپنا، میشیگان واقع شده‌است. آسینیک ۹٫۵۰ کیلومتر مربع مساحت و ۹۳۸ نفر جمعیت دارد.